# اتحاد البرتغال لكرة القدم
تأسس الاتحاد البرتغالي لكرة القدم في عام 1914م وانضم إلى الاتحاد الدولي لكرة القدم في 1923م وانضم إلى الاتحاد الأوروبي لكرة القدم في 1954م.